# Храм Рођења Пресвете Богородице у Гаћишту
Храм Рођења Пресвете Богородице православни је храм који припада Епархији пакрачко-славонској (раније Епархија пакрачка и Епархија славонска) Српске православне цркве.

## Историја
Првобитни храм Светог  великомученика Георгија из 1748. године до темеља је порушен у Другом светском рату од стране усташа. Јужно од темеља старог храма подигнут је нови, зидани храм посвећен Рођењу Пресвете Богородице, чија градња је трајала од 1965. до 1972. године. На темељима старог Храма  који је био посвећен Светоме великомученику Георгију подигнут је крст 2020. године који је прилог верника из Епархија диселдорфска и њемачка, Црквена општина у Штутгарту који је некада стајао на Храму Сабора Св. Архангела Михаила у Гепингену.
Темеље за нови храм Рођења Пресвете Богородице освештао је Епископ Славонски г. Емилијан Мариновић 1967. године. Епископ славонски Сава Јурић, освештао је храм 2003. године.

## Обнова Храма
Епископ Јован Ћулибрк дао је благослов за  генералну обнову храма 2015. године. 
Трудом и залагањем свештеника Јовице Гачића, прилозима верника из земље и расејања, помоћи локалне самоуправе и многих других који су  на разне начине допринели, на храму је промењен кров, замењена таваница, постављене плочице, изграђен иконостас, замењена врата, направљен прилаз и паркинг до цркве. На иконостасу престоне иконе Христа и Богородице израђене су у мозаику и рад су Љиљане Брацановић из Руме.
Храм је обнављан постепено у неколико фаза а комплетна обнова завршена је постављањем спољне фасаде 2020. године. 
Први пут од подизања темеља 1965. године храм је комплетно завршен у августу 2020. године.

## Парохија
Парохија Вировитичко-гаћишка. Архијерејско намесништво подравско слатинско, са седиштем у Подравској Слатини. Надлежни архијереј је епископ Јован (Ћулибрк), а сједиште епархије се налази у Пакрацу.

## Споменици
Приликом обнове споменика палим борцима у НОБ-у који се налази у порти храма, 14. маја 2020. године, јереј Јовица Гачић пронашао је закопани споменик Александра I Карађорђевића из 1935. године за кога је сматрано да је уништен од тадашњих комунистичких власти. По благослову Епископа Јована, споменик је генерално обновљен и постављен у звоник Храма.

На споменику пише:
| „ | НА ВЕЧНУ СЛАВУ И СПОМЕН НЕУМРЛОМ КРАЉУ МУЧЕНИКУ АЛЕКСАНДРУ I КАРАЂОРЂЕВИЋУ - ОМЛАДИНА ГАЋИШКА 1935 | ” |